# Pёtr Kirillov
Pёtr Klavdievič Kirillov (San Pietroburgo, 16 maggio 1895 – Leningrado, 14 gennaio 1942) è stato un attore e regista sovietico.

## Filmografia parziale

### Attore
- Il taumaturgo, regia di Aleksandr Petrovič Panteleev (1922)
- I ribelli del Volga, regia di Pavel Petrovič Petrov-Bytov (1926)
- My iz Kronštadta, regia di Efim L'vovič Dzigan (1936)